# Soultz-sous-Forêts
Soultz-sous-Forêts é uma comuna francesa na região administrativa de Grande Leste, no departamento Baixo Reno. Estende-se por uma área de 15,17 km². Em 2010 a comuna tinha 3 221 habitantes (densidade: 212,3 hab./km²).